# Marine des Fidji
La Marine des Fidji est la composante navale des Forces armées de la république des Fidji (RFMF). Créée en 1975 et forte de 300 hommes opérant sur une douzaine de navires, la Marine des îles Fidji assure la surveillance et le maintien de souveraineté sur ses 1 129 km de côtes et zone économique exclusive attenante de 1 281 122 km2.

## Équipement

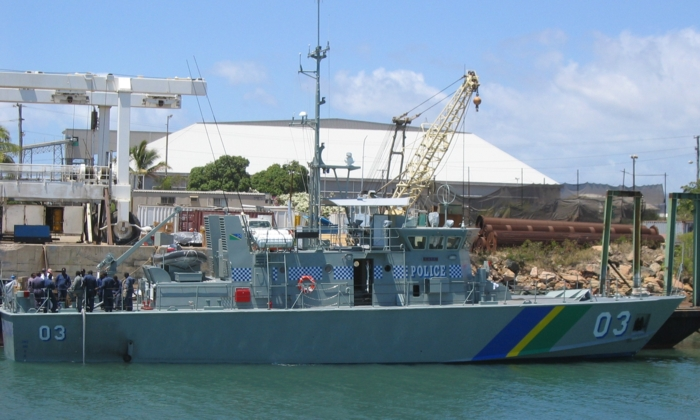
Patrouilleur de classe Pacific (Salomon)

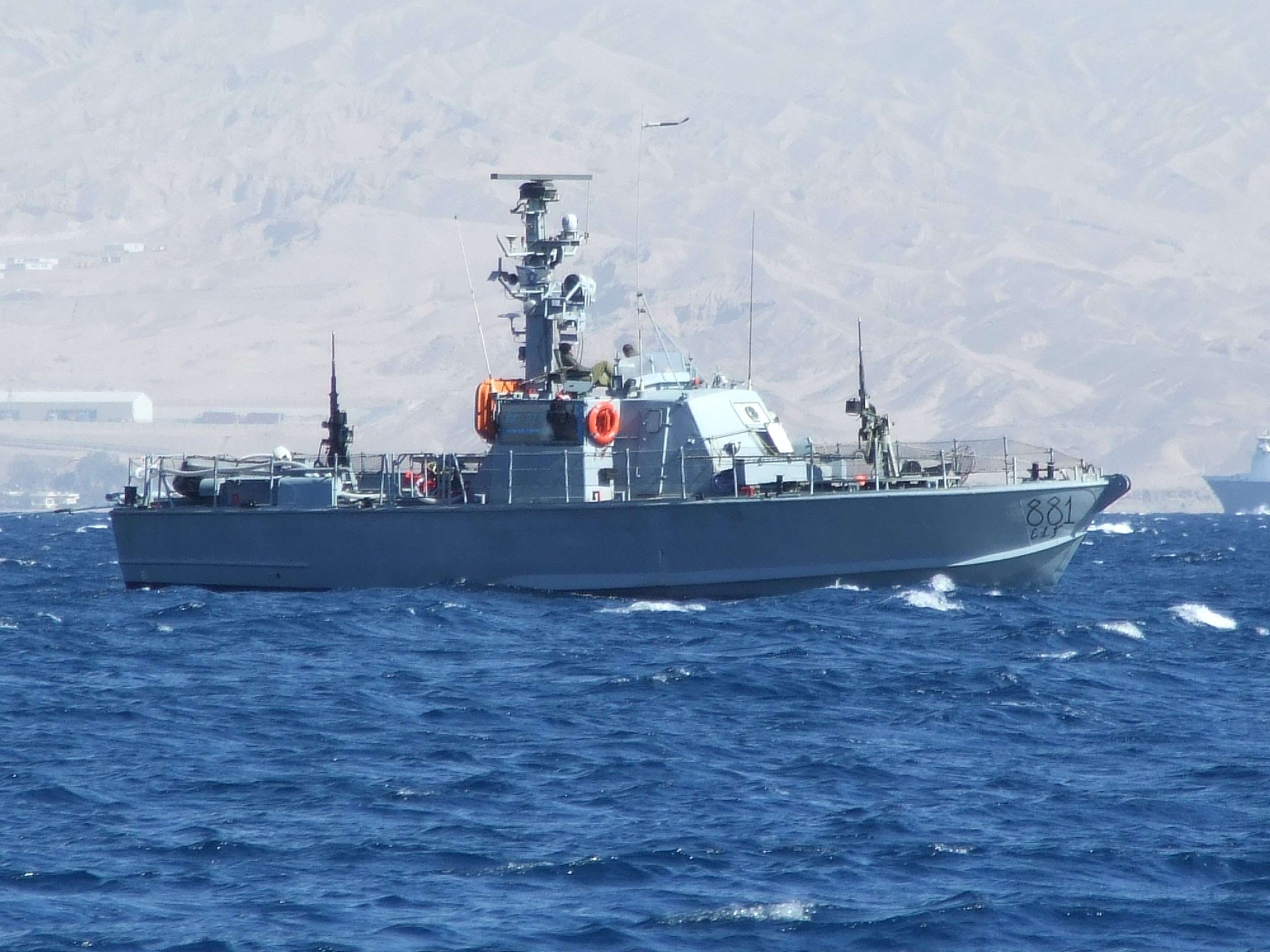
Patrouilleur de classe Dabur (Israël)

- 3 patrouilleurs de classe Pacific.
Ces navires furent remis par l'Australie dans le cadre du Pacific Patrol Boat Program. Initialement prévus pour une durée de quinze ans, ils ont subi (ou vont subir) une refonte pour étendre leur capacité opérationnelle à 30 ans. 
Déplacement : 162 t. (pleine charge). Longueur : 31,5 m. . Vitesse de croisière : 20 nœuds. Autonomie : 2 500 milles nautiques à 12 nœuds ou 10 jours. Équipage : 14 à 18 marins. Armement : indéfini (peut inclure 1 canon de 20 mm et des mitrailleuses de 12,7 mm ou 7,62 mm). 
  - Patrouilleur RFNS Kula (201) - commissionné en 1994.
  - Patrouilleur RFNS Kikau (202) - commissionné en 1995.
  - Patrouilleur RFNS Kiro (203) - commissionné en 1995.

- 2 patrouilleurs côtiers de classe Levuika.
Anciens navires de ravitaillement offshore acquis en 1987 pour un coût total de 1,81 million de dollars[2].
Longueur : 29,6 m. Armement 1x 12,7 mm.
  - Patrouilleur RFNS Levuika (101) - commissionné en 1987.
  - Patrouilleur RFNS Lautoka (102) - commissionné en 1987.

- 4 patrouilleurs côtiers de classe Dabur[2].
Construits par Israël et acquis en 1991.
Déplacement : 45 t. (pleine charge). Longueur : 19,8 m. Vitesse de croisière : 29 nœuds. Équipage : 9 marins. Armement : 2x 20 mm et 2x 7,62 mm.
  - Patrouilleur RFNS Vai (301) - commissionné en 1991.
  - Patrouilleur RFNS Ogo (302) - commissionné en 1991.
  - Patrouilleur RFNS Saku (303) - commissionné en 1991.
  - Patrouilleur RFNS Saqa (304) - commissionné en 1991.

- Navire d'entraînement Kiro (ancien chasseur de mines)[2].
- Yacht présidentiel Cagidonu[2].
- Navire océanographique Babale - commissionné en 1978. Longueur : 30 m[2].